# Google玩笑和复活节彩蛋列表
Google有在愚人节发布愚人消息、开玩笑，以及制作各种复活节彩蛋的传统。本列表列出了Google在其产品中添加的复活节彩蛋以及历年的愚人节玩笑。需要注意的是，其中部分彩蛋或玩笑可能已移除，且部分仅支持特定语言版本。

## 复活节彩蛋
Google曾在其产品与服务中制作与添加过诸多复活节彩蛋。

### Google 搜索

#### 主页按钮

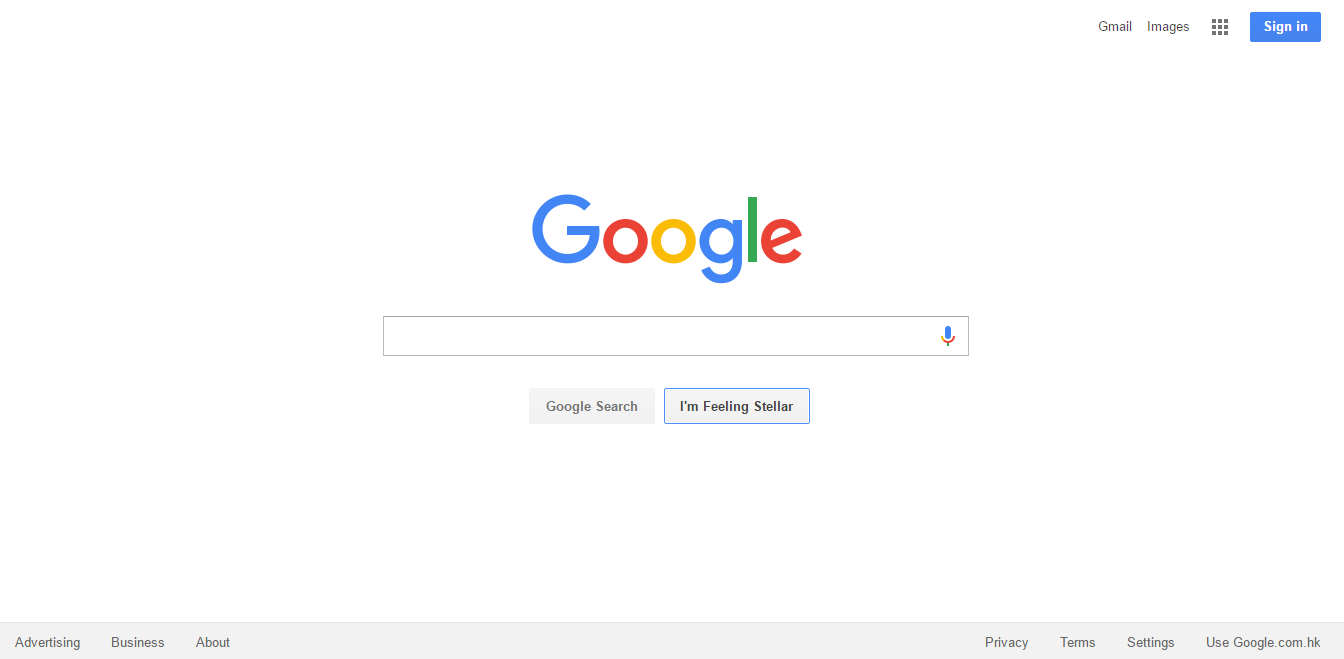
在搜索页面多次按下TAB键的效果

- 在搜索页面多次按下TAB键的效果当搜索栏为空时，将游标移动到I'm Feeling Lucky上悬停（或多次按下键盘上的Tab将焦点移到其上），其文字会随机转换为I'm Felling...，此时点击按钮便会执行动作（参照下表）。[1][2][3]其余见手气不错。

| I'm feeling | Result                                        |
| ----------- | --------------------------------------------- |
| Doodley     | 随机Google涂鸦                                |
| Artistic    | 随机Google艺术项目                            |
| Hungry      | Google搜索"restaurants"（餐厅）               |
| Puzzled     | "A Google A Day" 主页                         |
| Trendy      | Google搜寻趋势                                |
| Stellar     | Google地球                                    |
| Playful     | 随机Google互动式涂鸦                          |
| Wonderful   | 随机世界奇迹项目                              |
| Adventurous | 随机Google小遊戲                              |
| Generous    | Google One Today                              |
| Curious     | Google搜索"I'm Feeling Curious"（我感到好奇） |

#### Google 搜索下的子页面
- “https://www.google.com/heart （页面存档备份，存于）”在Google搜索的logo下方会显示一个Java小程序。这个Java小程序内容是一个跳动中且可互动的心，由肯培林(Ken Perlin)于公元2000年制作。此链接会自动跳转至已存档的页面，并附带标签“This site is an old friend from Google’s past, kept in its original form. Enjoy!”。请注意：此页面需要使用支援Java的浏览器。
- “https://www.google.com/humans.txt （页面存档备份，存于） （页面存档备份，存于）”显示了一个纯文字文件，内容旨在于提醒使用者Google不仅建立于技术基础上，且由许多人共同创建。它也欢迎有兴趣的使用者访问他们的职业页面。
- “https://web.archive.org/web/20180411103623/http://www.google.com/killer-robots.txt”是robots.txt格式的幽默純文本文件。

#### Google 搜索关键词
- 使用Google图片搜索“atari breakout”［link （页面存档备份，存于）］，界面会从正常的搜索结果转换成类似于雅達利的电子游戏打磚塊，且可以在屏幕上玩游戏。当游戏胜利后，搜索结果会隨機改变，並可再次開始遊戲。
- 搜索“anagram”（字谜），在英文版搜索将提示“Did you mean: nag a ram”，在法语版搜索会提示“Essayez avec cette orthographe : gare maman”，而在瑞典语搜索则提示“Menade du: "magarna”，另外在德语版搜索便会提示“Meinten Sie: Mama Rang”，以及意大利语搜索版也会提示“Forse cercavi: arma magna”，还有在俄罗斯语版搜索将提示“Возможно, вы имели в виду: мама ранг а”，在希伯来语搜索也将提示“האם התכוונת ל: גן מראה”)，最后在荷兰语版会提示“ma graan”。
- 在英文版搜索“define anagram”（页面存档备份，存于）（字谜的定义），显示“Did you mean: nerd fame again”。
- 搜索“do a barrel roll” （页面存档备份，存于）（来翻转一下）或“Z or R twice” （页面存档备份，存于）将会360°旋转搜索结果。此彩蛋参考任天堂为Nintendo 64开发的电子游戏星际火狐64。
- 搜索“recursion”（页面存档备份，存于）或搜索"遞迴"（页面存档备份，存于）显示“您是不是要查：recursion/遞迴”，点击后在新的结果页面，将继续询问用户“您是不是要查：recursion”。[4]
- 通过Google UK搜索“Jason Isaacs”（页面存档备份，存于）显示“Hello to Jason Isaacs”（向杰逊·艾萨斯问好）。详细参考克默德和梅奥的电影评论（英语：Kermode and Mayo's Film Reviews）。
- 在2010年世界杯足球赛前和比赛时，搜索Google相关统计的关键词，如“世界杯” （页面存档备份，存于），“世界杯 美國對英國”（页面存档备份，存于），或“巴西世界杯”（页面存档备份，存于），页面底部会显示“Gooooooooooal!”替代一般的“Goooooooooogle”。[5]
- 搜索“tilt” （页面存档备份，存于）或搜索“askew” （页面存档备份，存于）（需使用支持css3的浏览器），将会使页面稍向右偏转。搜索其他内容则将使其恢复。
- 2011年12月至2012年1月之间，搜索“let it snow”（页面存档备份，存于）（使其下雪），将在搜索结果模拟降雪和霜冻。一段时间后，搜索结果屏幕起雾，只有蓝色的搜索按钮除去了霜。用户可以点击页面除霜，并可以像在窗户上一样用鼠标拖动写字（此时的链接并不起作用，即使整个画面手动解冻）。直到按下除霜按钮，搜索屏幕将停止起雾。
- 2011年12月至2012年1月期间，搜索“xmas”（页面存档备份，存于）（圣诞）或“christmas”（页面存档备份，存于）（圣诞节）或任何含有以上二者的短语，搜索栏下会显示七彩的灯串。
- 搜索“festivus” （页面存档备份，存于），将会在结果侧边显示朴实的铝杆，以承认世俗节日Festivus（英语：Festivus）的存在。[6]同时，在搜索结果数量前，将显示“一个Festivus奇迹！”（A festivus miracle!）。该彩蛋2012年12月10日推出。[7]
- 搜索“kerning”（页面存档备份，存于）或“keming” （页面存档备份，存于）将分别改变“kerning”或“keming”的字母间距。
- 搜索“二进制”（页面存档备份，存于）改变搜索结果的数量为二进制，除非含有Google+ Personal results的结果。这也适用于其他数字系统（如十六进制 （页面存档备份，存于）以及八进制 （页面存档备份，存于））。[8]
- 搜索“zerg rush” （页面存档备份，存于）返回的页面将会带有不停移动的字母“O”，“O”将蚕食页面上的所有内容。用户可点击三次“O”以清除。此彩蛋参考自早期暴雪娱乐的游戏星际争霸，其包含角色“虫族rush”。不可避免地，“O”会破坏所有内容，并分别由黄色和红色的“O”组合成两个“G”，参考自線上對戰的禮貌性結束用語"GG"，指“good game”。[9][10][11]
- 搜索“Conway's Game of Life” （页面存档备份，存于）返回的搜索结果页的右上角将播放康威生命游戏以及一组控制钮（播放、暂停、最大化/还原、下一步）。若有足够的时间，则会在右侧形成“Google”这个词。[12]
- 搜索“Bacon Number 姓名”（页面存档备份，存于）（将“姓名替换为要搜索的演员”）将可以显示此演员的“贝肯数”。搜索“Bacon number Kevin Bacon”将会显示0。[13]
- 搜索“恐怖”或“万圣节”（页面存档备份，存于）只要将鼠标光标悬停在页面，返回结果随着三只停在右上角蝙蝠飞走。此彩蛋于2012年10月31日 推出。
- 搜索“yes yes” （页面存档备份，存于）播放流行的米姆剪辑。
- 搜索“how much wood could a woodchuck chuck if a woodchuck could chuck wood”（页面存档备份，存于）（如果土拨鼠能夹木头，那么一只土拨鼠能夹多少木头）（请注意：仅可通过语音搜索）将带来标准结果，但Google的语音会说：（英語：a woodchuck would chuck as much wood as a woodchuck would chuck if a woodchuck could chuck wood.）
- 搜索“epic sax guy”（页面存档备份，存于）播放2010年欧洲歌曲节的由欧洲流行三人组合乐队SunStroke Project的歌曲。
- 搜索“lesbian”（页面存档备份，存于）（女同性恋），“gay” （页面存档备份，存于）（男同性恋），“bisexual”（页面存档备份，存于）（双性恋），“transgender”（页面存档备份，存于）（跨性別者）， “queer”（页面存档备份，存于）（酷兒），“gay marriage”（页面存档备份，存于）（同性婚姻），“LGBT”（页面存档备份，存于），“LGBTQ”（页面存档备份，存于），“PFLAG” （页面存档备份，存于），“Stonewall Inn”（页面存档备份，存于）或“GLAAD”（页面存档备份，存于），输入框将会变成彩虹颜色，作为对LGBT的支持。[14]
- 搜索“<city name> pride”（自豪）显示许多有相同效果的城市名，如London Pride（伦敦自豪），Boston Pride（波士顿自豪），New York Pride（纽约自豪）。
- 搜索“dreidel” （页面存档备份，存于）或搜索“menorah” （页面存档备份，存于）會在搜尋結果頁面左上角顯示一個光明節陀螺，右上角顯示一個猶太教燈臺。
- 搜索“marquee html”会使搜索结果页面的“找到约 x 条结果 （用时 y 秒）”水平循环滚动，就像使用了marquee HTML元素一般。
- 搜索“thanos”點擊電腦屏幕右方的無限手套，會使一半的搜索結果消失，再點一下即可復原。

### Google 计算器
- Google 计算器接受许多幽默的计量单位（英语：List of humorous units of measurement），包括Beard-second（5纳米），Potrzebie（英语：Potrzebie）（2.2633毫米），斯穆特（5英尺7英寸），ngogn（11.5938151毫升），blintz（36.4253863克），donkeypower（250.033167 W ），词头hella（英语：hella）-（10 ^ 27），furshlugginer（10 ^ 6）等。
- 该计算器可将一些字符串识别为数字。它们可以直接输入本身或在表达式中使用。输入时必须不带引号。在表达式中使用时，必须输入短语小写形式。除了数学和科学常数，如PI，Ë和阿伏伽德罗常数等计算器也可以接受：
  - “the answer to the ultimate question of life, the universe, and everything” （页面存档备份，存于）（生命，宇宙和一切的终极问题的答案）等于42，参考银河系漫游指南，道格拉斯·亚当斯的小说。
  - “the loneliest number” （页面存档备份，存于）（孤独的数字）等于“1”，参考自哈利·尼爾森的One。
  - “the number of horns on a unicorn” （页面存档备份，存于）（独角兽有多少只角）等于“1”。
  - “once in a blue moon"” （页面存档备份，存于）（一次在一个蓝色的月亮，在英語俚語中表示一件事相當少見）等于“1.16699016×10 -8赫兹”。
  - “a bakers dozen” （页面存档备份，存于）(厨师的一打)等于“13”。

### 地图/地球
- 在早期测试版本的Google地图中，搜索相隔大片水域（如巴黎和纽约）到海岸的目的地国家（如法国的西海岸）之间的路线提示“游泳穿过大西洋（3,500英里）”或其他海洋不同的距离。[15]但是，此彩蛋于2009年撤下。[16]现在，用户可以在Google地图中搜索横跨太平洋的方向，这将返回“横渡太平洋（2,756英里）”，可实现类似的效果。这条路线包括一小段陆地横跨夏威夷。
- 如果用户请求中国到日本的步行路线，第298步（搜索汽车路线则是第31步）为“乘坐水上摩托艇横渡太平洋”。（现已消失）[15]
- Google地球的测量工具允许用户使用麻省理工学院的一个传统长度单位斯慕特进行测量。在Google计算器中，此单位也已经确定：1斯慕特=1.7018米。[17]
- 在Google街景视图进入Google位于加利福尼亚州山景城的Googleplex总部后方，将可以看到Google街景视图的制作团队 （页面存档备份，存于）。 同样，查找Google在波兰弗罗茨瓦夫的办公室，可看到Google在其办公室的雇员，也可看到爱尔兰都柏林的情况。
- When the Business Photos feature was introduced (utilising the Street View API) Google's Lenoir, North Carolina datacentre published a full walkthrough. When navigating around the datacentre and its offices （页面存档备份，存于） the viewer can see various employees dressed in costume, acting peculiarly, pulling faces and many other visual gags and easter eggs.
- Google地球中的彩蛋是Google总部（37°15′07″N 122°03′02″E / 37.25191°N 122.0506°E）。
- 拖动Google街景的小人到加利福尼亚伯克电报大道（英语：Telegraph Avenue）可以显示穿着轧染T恤的街景小人。但是，用户依然可以在街景视图上进入电报大街上的商店。在节日里，街景小人也会有不同的服装：万圣节，他騎着一个扫帚；情人节，他站在一个心形图案上；在圣诞周，他变成了一个雪人。[18]把街景小人拖到卡尔斯巴德的乐高乐园，将会变为乐高小人。当拖到爱达荷州太阳谷时，他变成一名滑雪者。当拖到法拉盛草原可乐娜公园时，街景小人变成一个穿着T恤的网球运动员。拖到甘迺迪太空中心，街景小人会变成一名宇航员。
- Google地球中的火星功能允许用户通过搜索“Meliza”与星球上的克隆生物ELIZA谈话，但目前已被移除。[19]
- 在南极点的半月島有蓝色的“路”。如果把街景小人拖到这一点 （页面存档备份，存于），小人变成一只企鹅，用户可以像探索道路一样探索该地区。[20]
- 如果将坐标63° 2' N, 29° 55' W 输入到Google地图，将返回生化奇兵中的Rapture城（该图片已被删除，但是该地点仍然显示为The City of Rapture）。
- 如果将坐标44 14'39.77"N 7°46'10.71"E输入Google地球/地图，将显示科莱特法瓦（一只巨大的粉红色兔子）。
- 搜索坐标“47.110579, 9.227568”，之后点击街景视图，注意云彩上站着上帝。
- 搜索“Police Telephone Box”（警察电话箱）将带你到20世纪50年代伦敦伯爵阁警察的电话盒。进入街景视图将显示異世奇人中的TARDIS的内部。
- 在Google地球中进入火星视图，并在搜索框内输入“Meliza”开始搜索，便可与名叫Meliza的临近塞東尼亞區的火星人用Google Talk聊天。在聊天时键入42，AI产生输出“42是关于生命，宇宙和一切的终极问题的答案。”（其参考自银河系漫游指南）

### Gmail
- 在英文版Gmail“建议”专页，有“用Gmail洗衣服”（Have Gmail do the laundry）的建议。[21]
- 在英文版Gmail中的邮件列表上方，通常是广告，除了在垃圾邮件文件夹，其中取而代之的是一个食谱包含垃圾®。此外，如果用户访问垃圾箱，将得到回收提示。

### Android

Android操作系统彩蛋

自Google Android操作系统姜饼（2.3）起，每一个版本的操作系统中均包含一个不同的有趣的被隐藏的动画彩蛋。彩蛋可以通过访问“设置”，“关于手机”，反复触摸“Android版本”部分开启。
- 2.3 （Gingerbread，姜饼小人）：显示一副Android机器人在僵尸群中的图像。触摸图像显示“Zombie Art by Jack Larson”（杰克·拉森的僵尸艺术）。
- 3.x （Honeycomb，蜂窝）：显示一副Android蜜蜂的图像。
- 4.0 （Ice Cream Sandwich，冰淇淋三明治）：Google模仿Nyan Cat，制作了8位元版本的Android机器人笼罩在冰淇淋三明治饼干中，飞过屏幕。[22]
- 4.1 （Jelly Bean，果冻豆）：一堆果冻豆分布在屏幕上。然后，用户可以用手指抓住果冻豆并拨动。[23]在Android 4.2的Daydream屏保也可完成。
- 4.2 （Jelly Bean，果冻豆）：通过在“关于”屏幕中触摸“版本号”5次打开开发者工具，提示将出现在屏幕底部，告诉用户还要版本号多少次，才能成为一个开发人员。一旦轻触了五次，将祝贺用户：“你现在是一名开发者！”（You are now a developer!）。
- 4.3 （Jelly Bean，果冻豆）：出现一幅红色果冻豆的图片。轻敲屏幕会出现笑脸，并在果冻豆上显示白色文字：“Android 4.3（此处换行）JELLY BEAN”。反复触摸果冻豆会出现更多，然后用户可以拨动果冻豆。
- 4.4 （Kitkat，奇巧巧克力）：會出現字母K，繼續點擊螢幕會出現Kitkat巧克力的標志，只是Kitkat被換成了Android。
- 5.0 （Lollipop，棒棒糖）：隱藏了一個類似Flappy bird的小遊戲。
- 6.0 （Marshmallow，棉花糖)：同样隐藏了类似一个Flappy Bird的小游戏。
- 7.0 （Nougat，牛轧糖）：隐藏了一个收集猫的小游戏。
- 8.0 （Oreo，奥利奥）：隐藏了一只黑色章鱼。
- 9.0 （Pie，派）：隐藏了色彩缤纷的英文字母P。
- 10 （Q）：隐藏了一個系統圖示像素拼圖遊戲。
- 11：同样隐藏了一个收集猫的小游戏，但加入了Android 11的设备控制器特性，可以在电源选单中进行操作。

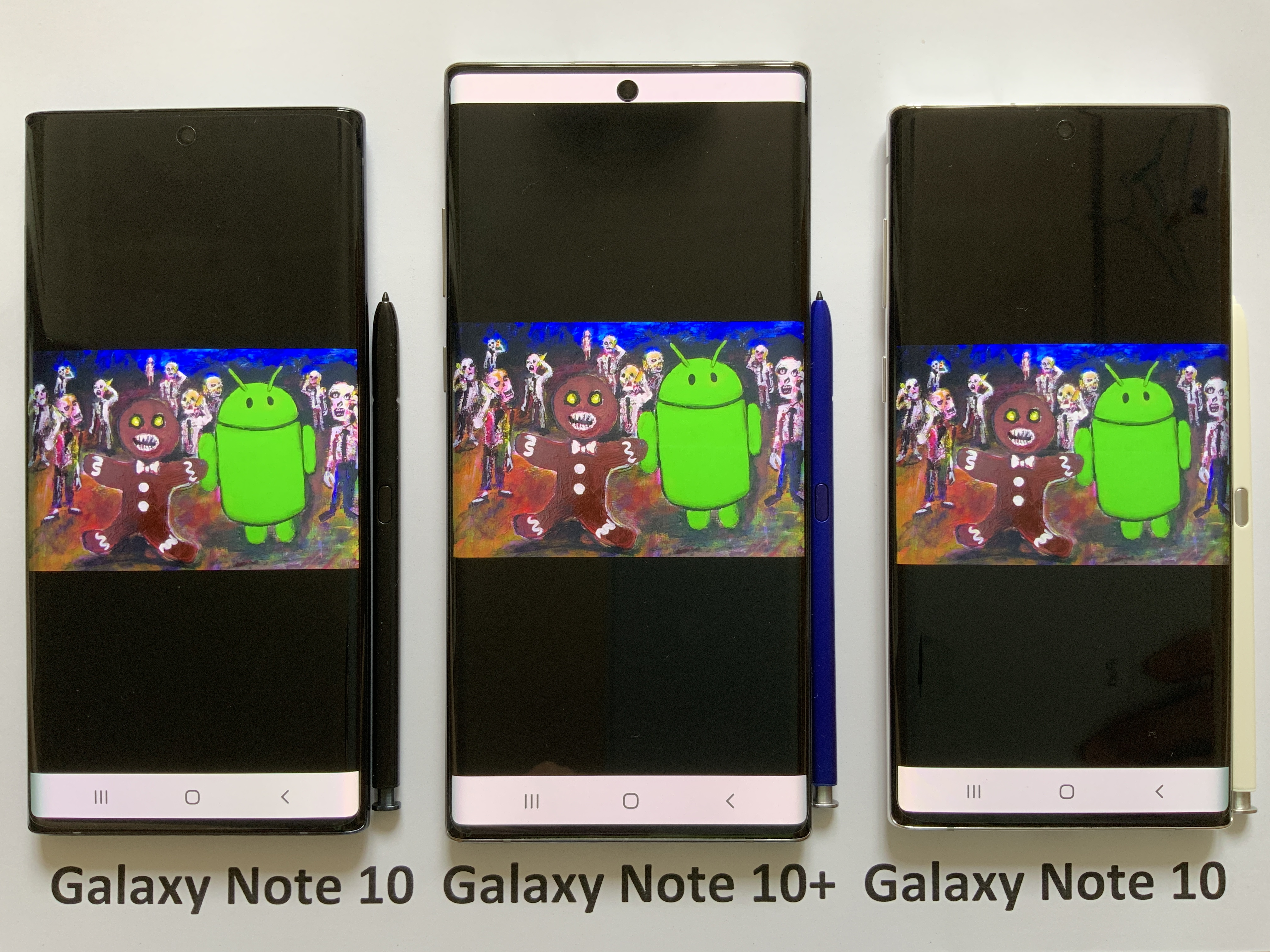
Gingerbread
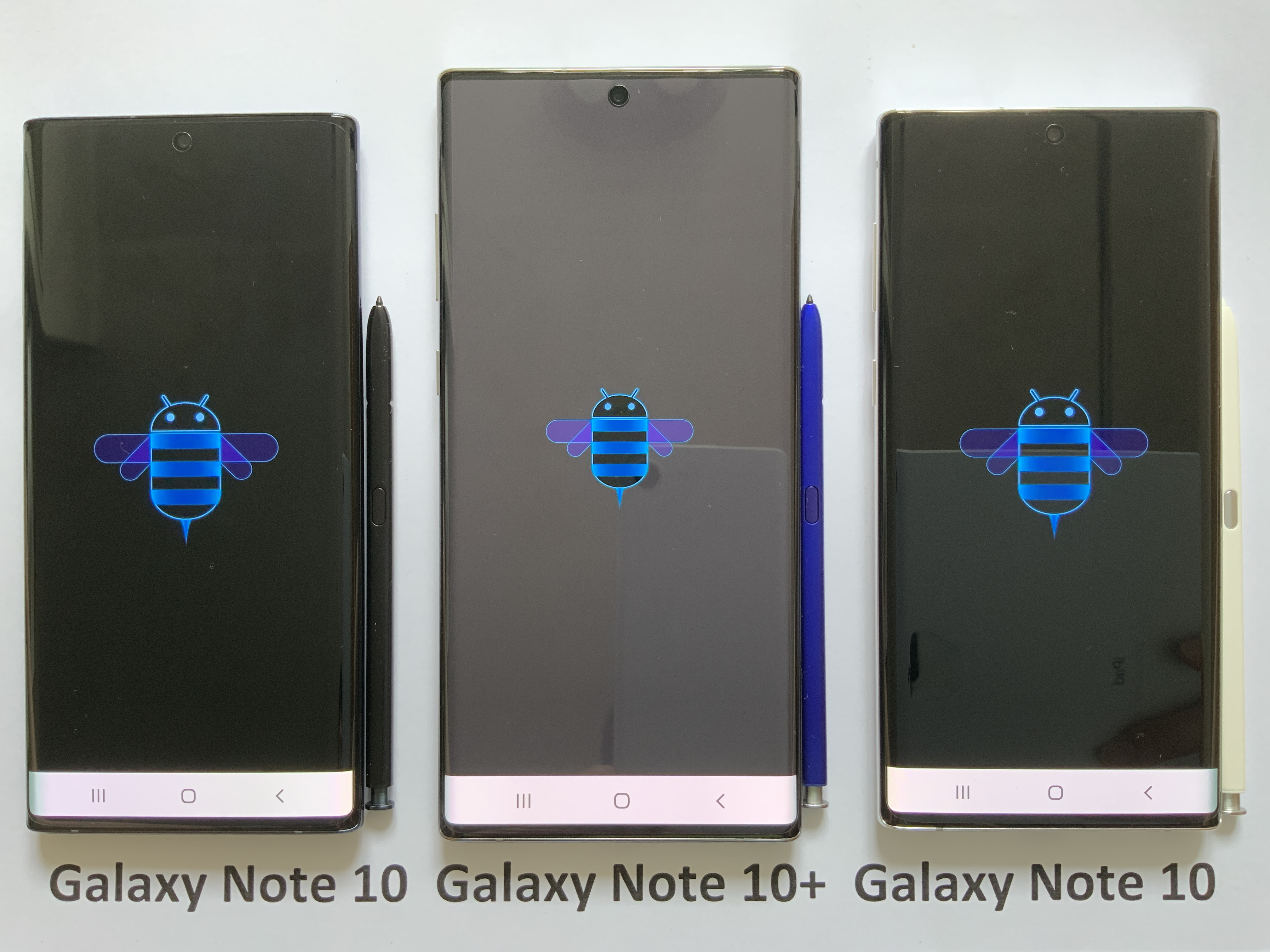
Honeycomb
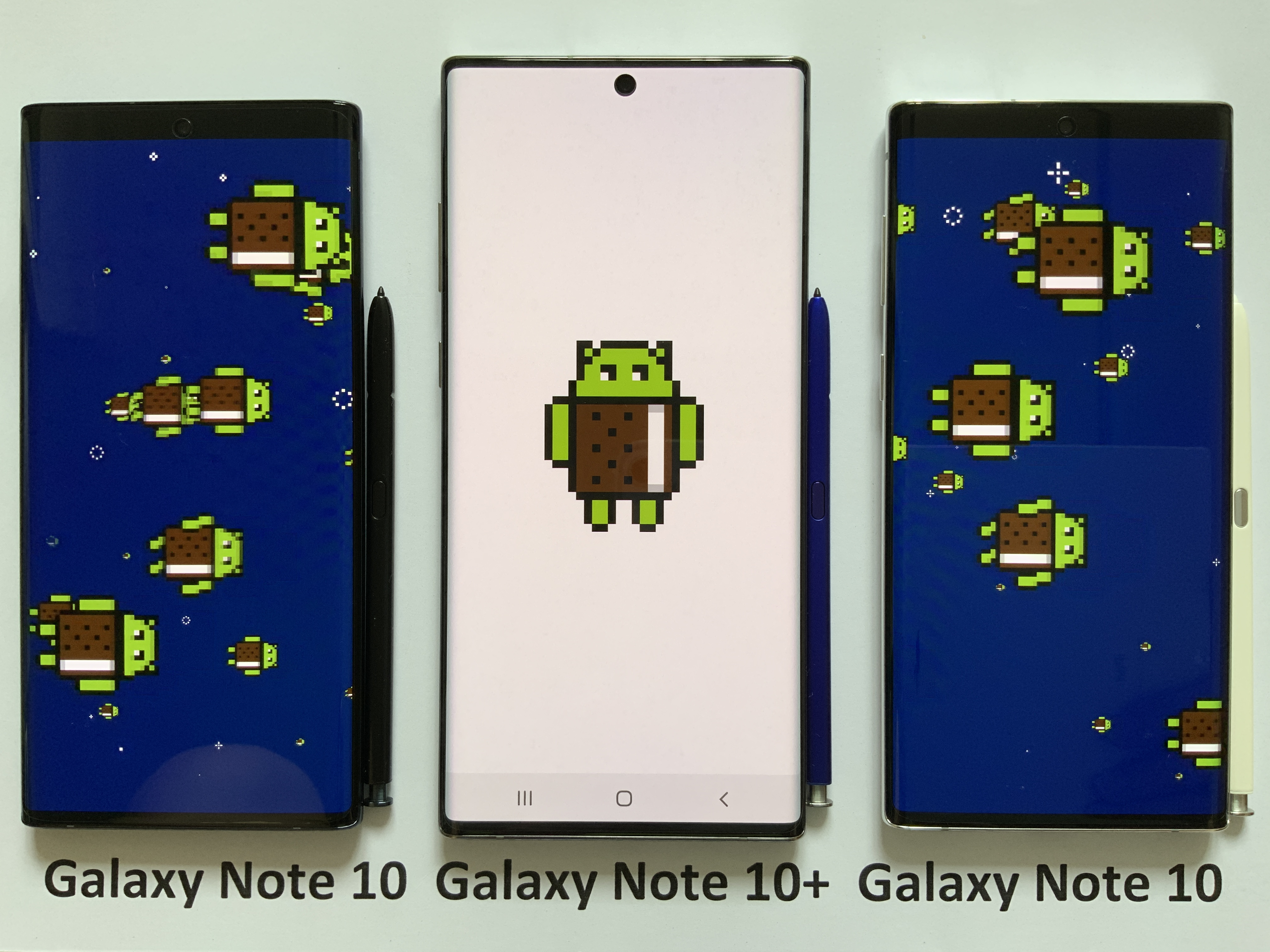
Ice Cream Sandwich
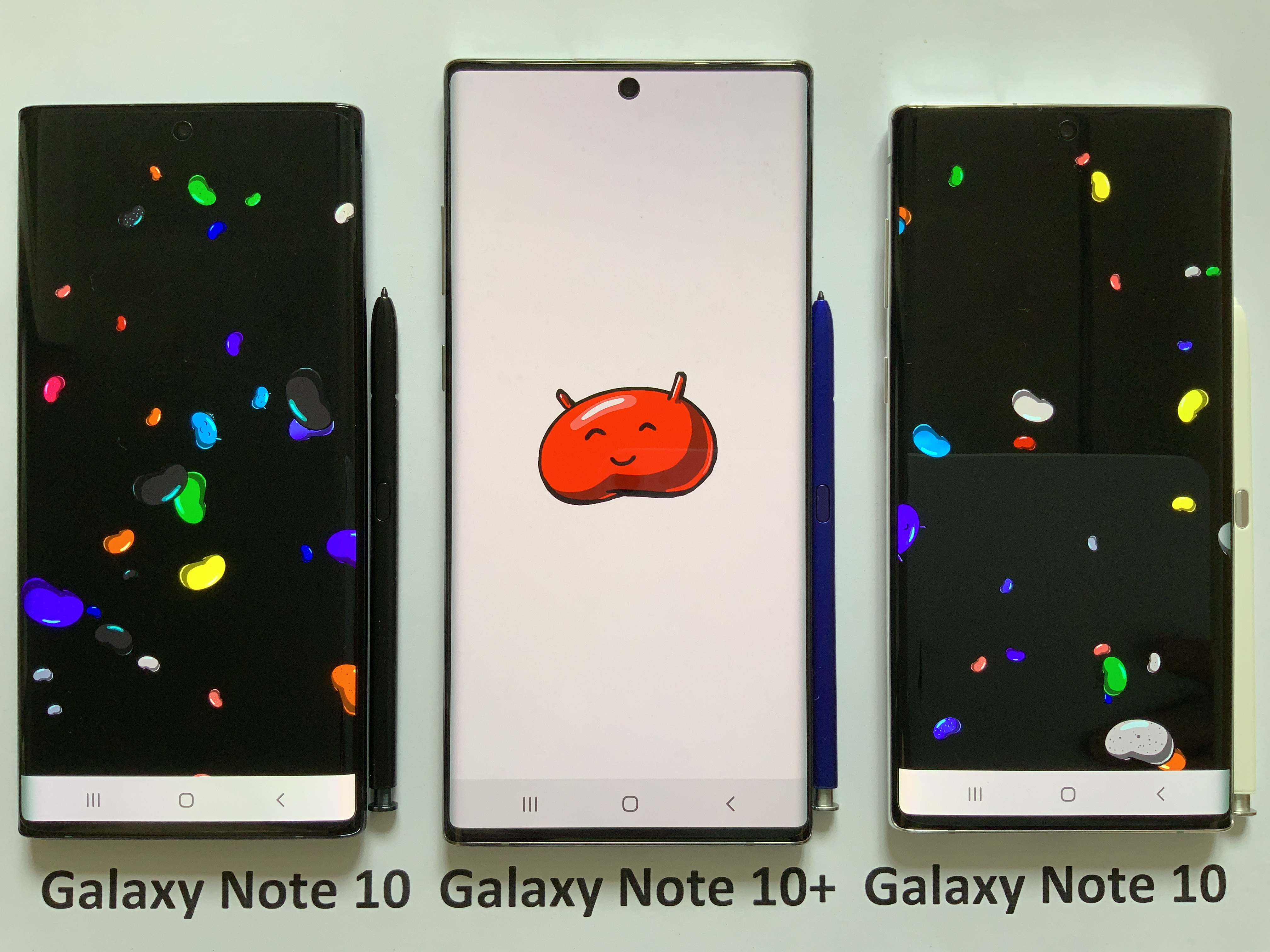
Jelly Bean
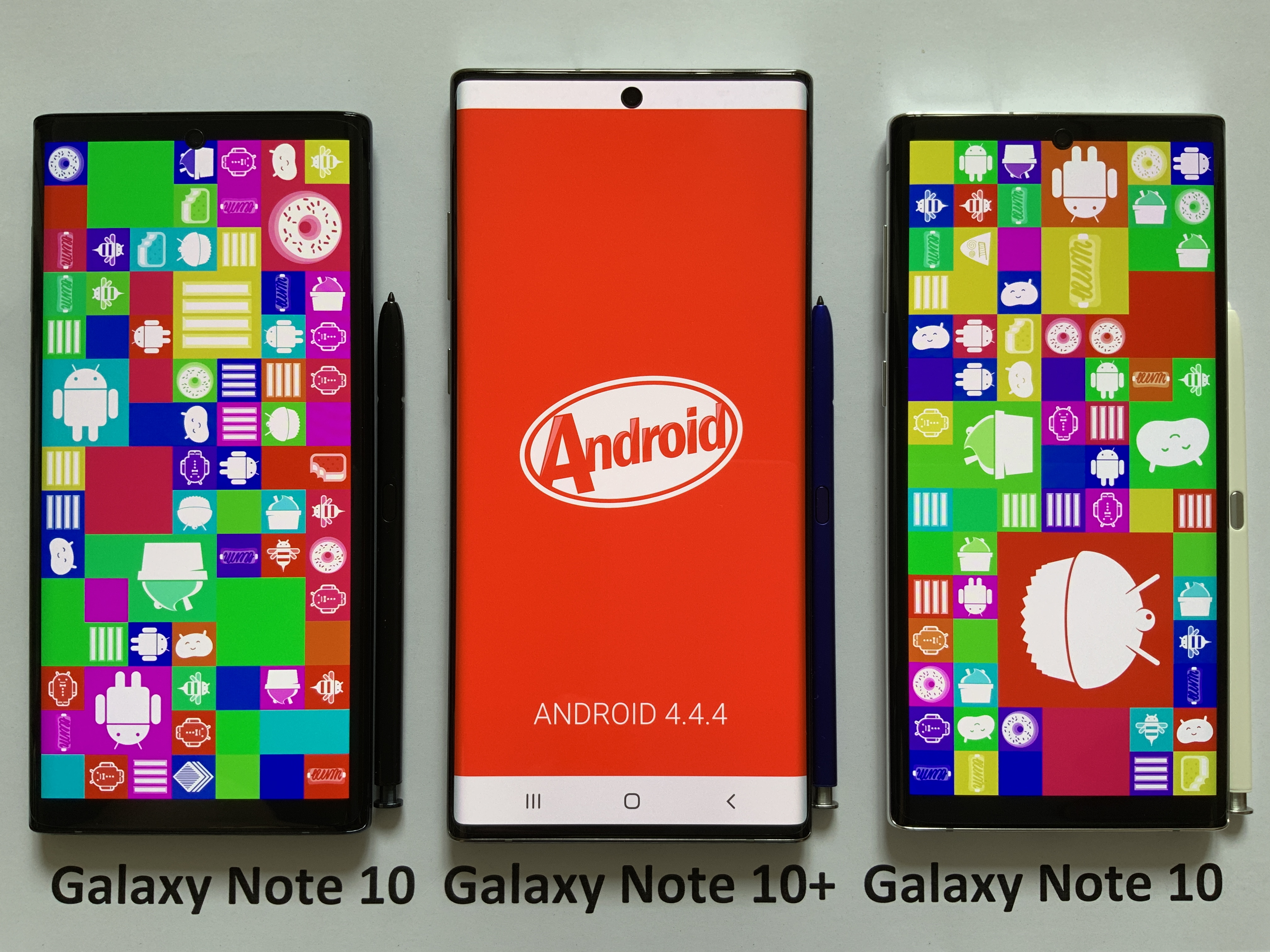
KitKat
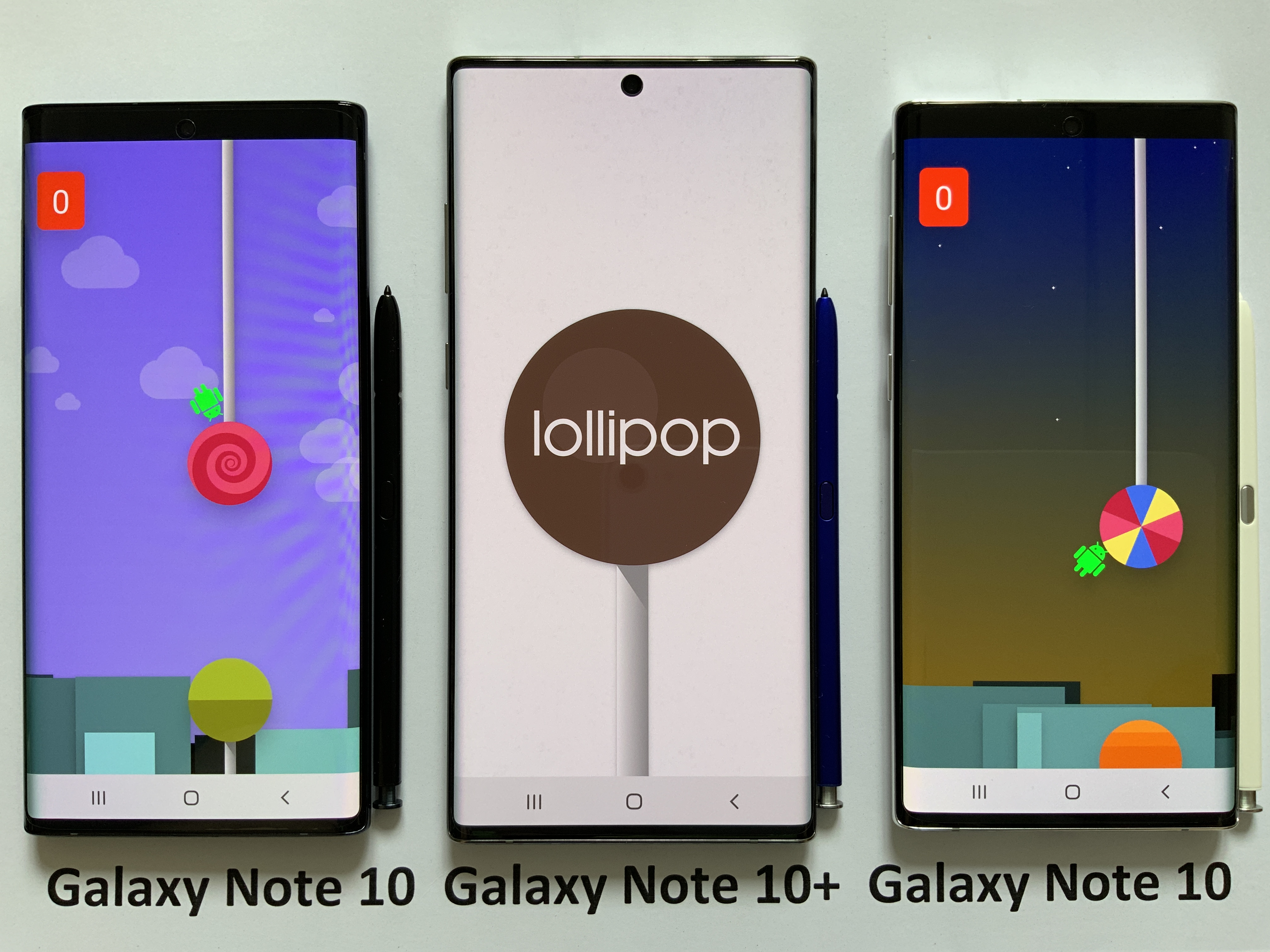
Lollipop
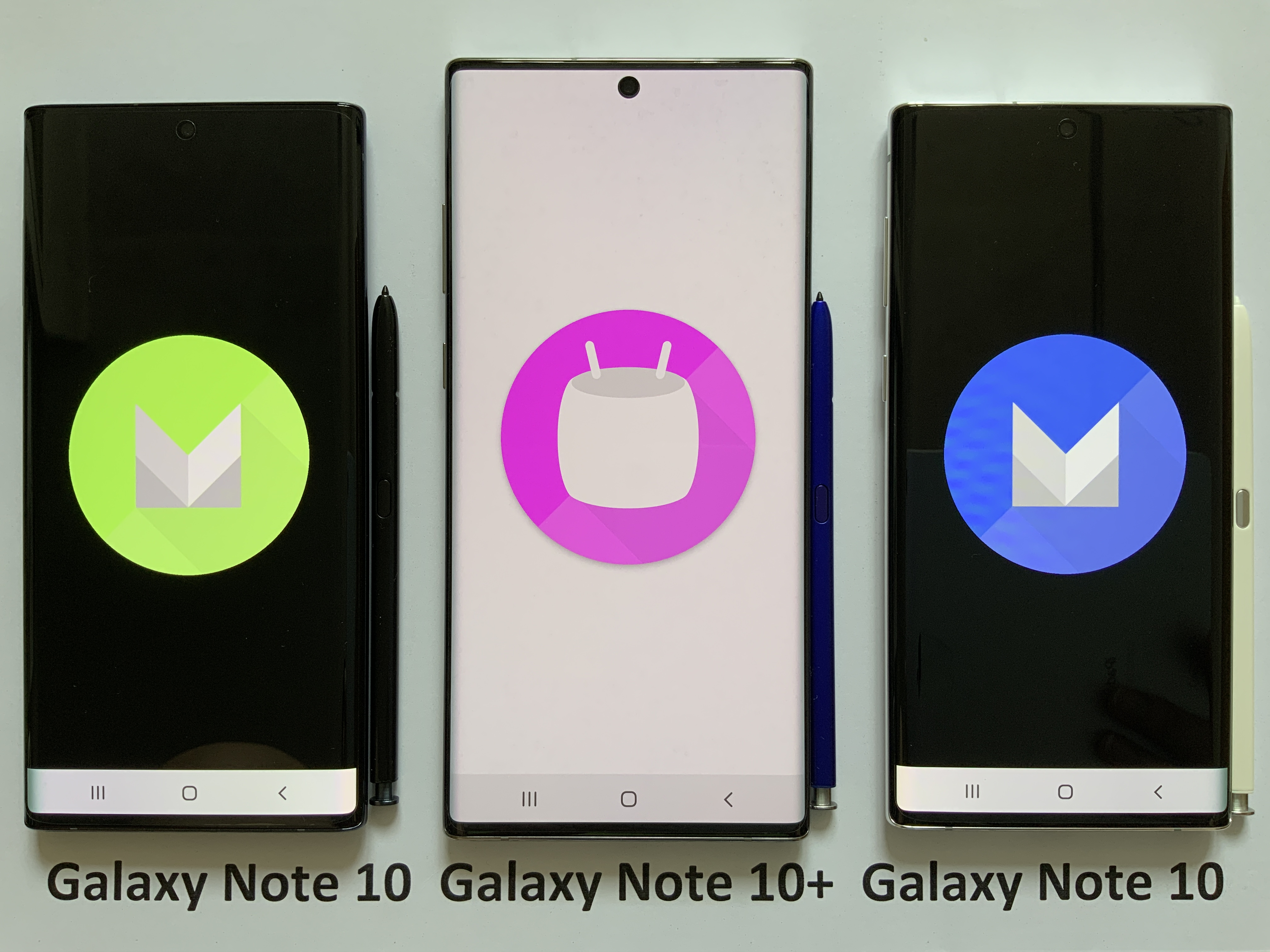
Marshmallow
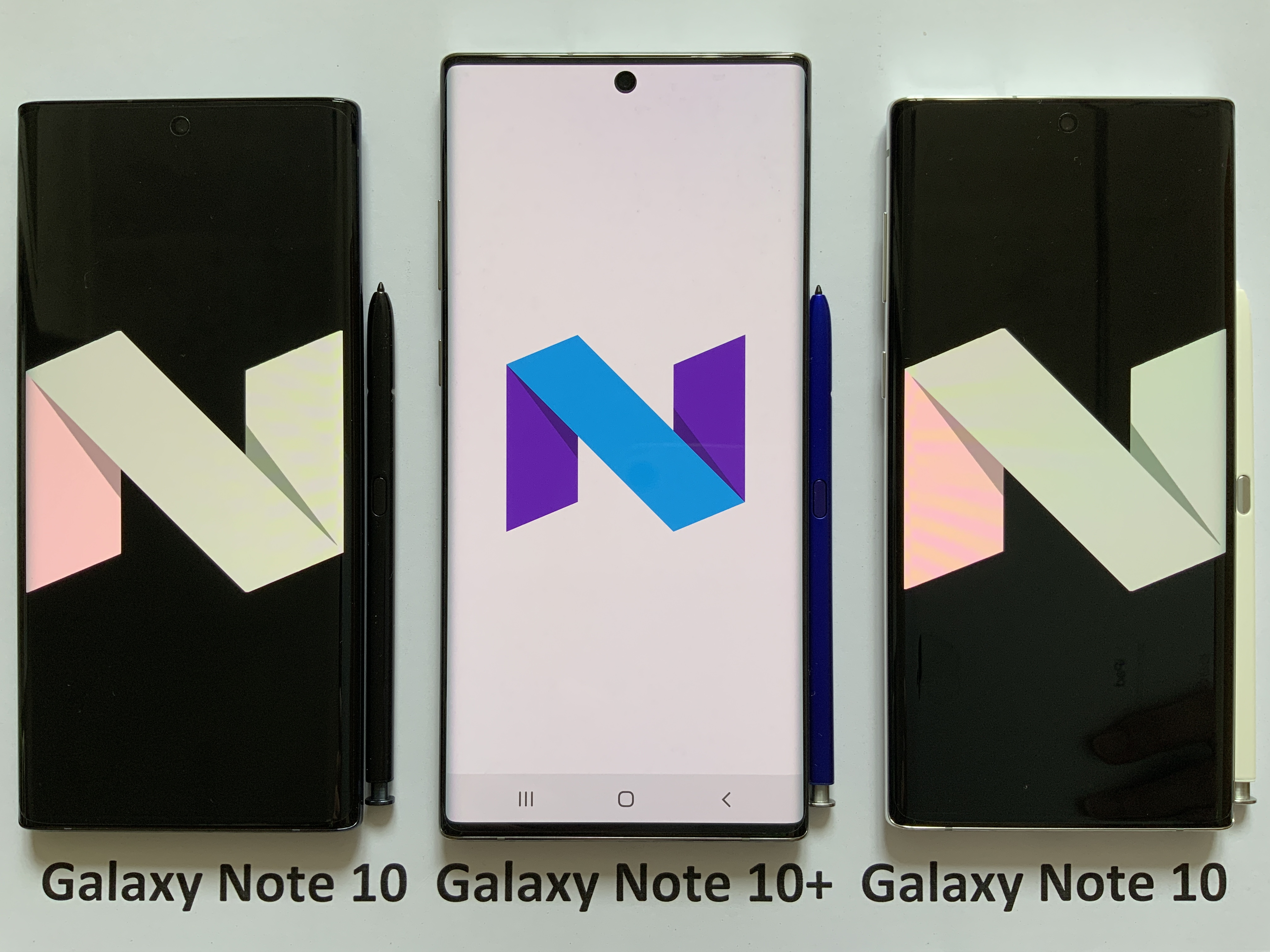
Nougat
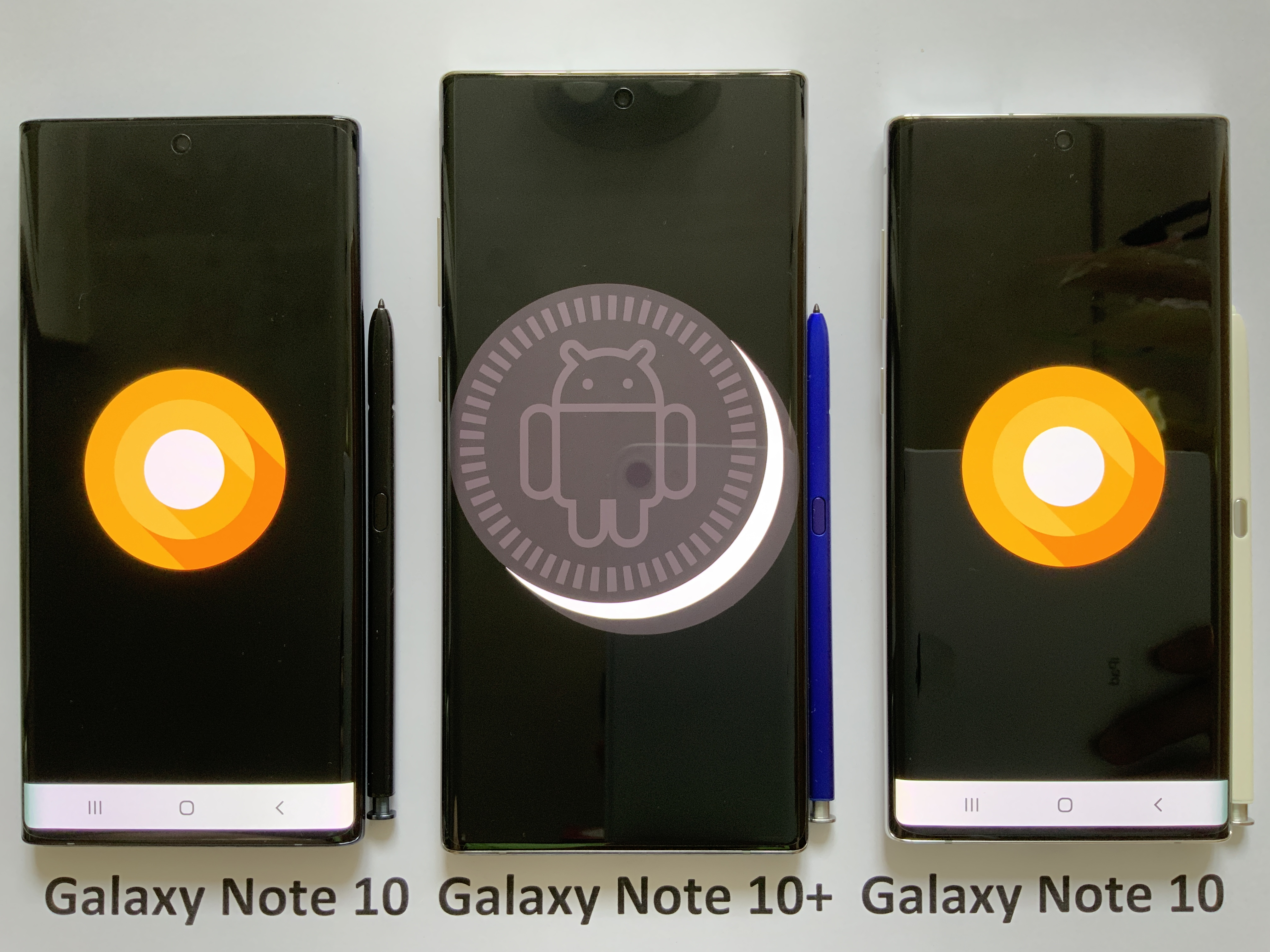
Oreo
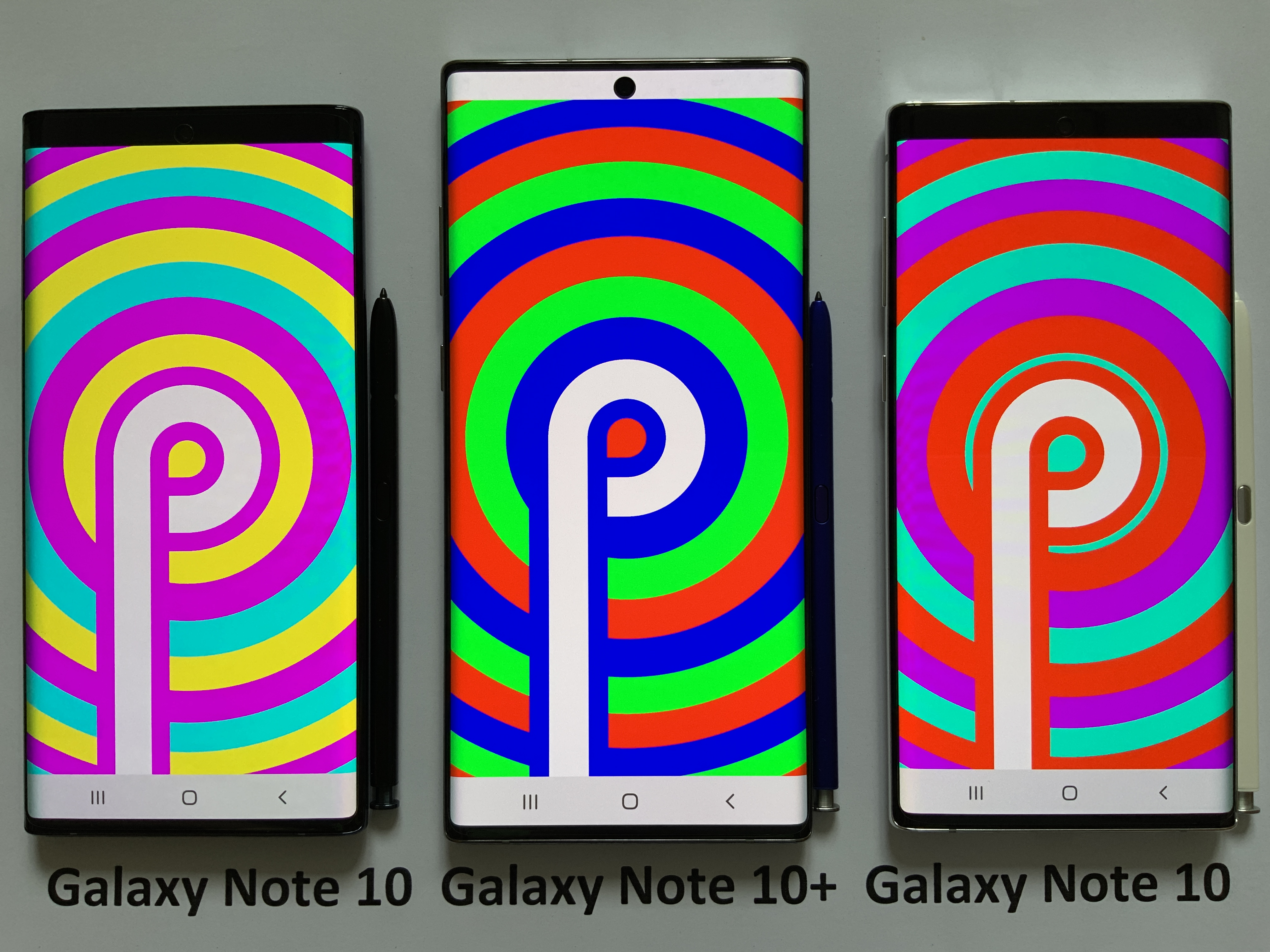
Pie
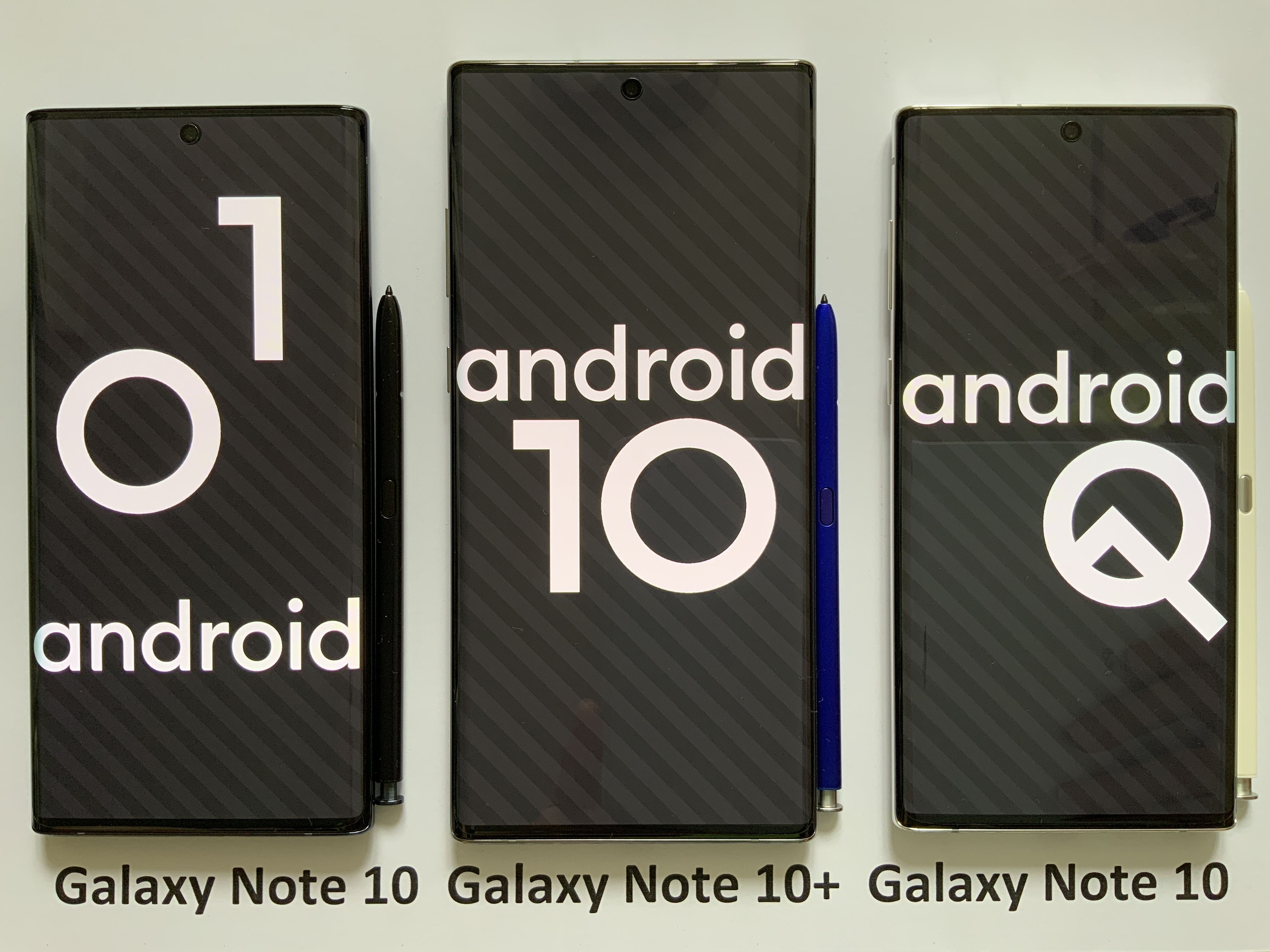
10

### Chrome

Lonely T-Rex

"Lonely T-Rex" dino
space
chrome://dino

### Google 翻译
在Google翻譯上搜尋"ACK-o'-lantern"它會問:您是不是要查"ACK-o'-lantern"?點選之後又問:您是不是要查:ACK-o'-lantern......一直重複周旋下去。

### 通用

#### Google 语言
Google为几种不同的虚构语言提供界面。用户可以在搜索设置中将下表语言（除拉丁语外）设置为首选语言。
| 语言          | URL                                                           |
| ------------- | ------------------------------------------------------------- |
| Pirate        | https://www.google.com/?hl=xx-pirate （页面存档备份，存于）   |
| Hacker (Leet) | https://www.google.com/?hl=xx-hacker （页面存档备份，存于）   |
| Bork          | https://www.google.com/?hl=xx-bork （页面存档备份，存于）     |
| Klingon       | https://www.google.com/?hl=xx-klingon （页面存档备份，存于）  |
| Pig latin     | https://www.google.com/?hl=xx-piglatin （页面存档备份，存于） |
| Elmer Fudd    | https://www.google.com/?hl=xx-elmer （页面存档备份，存于）    |

## 愚人节玩笑

### 2001
Google的第一个愚人节玩笑为意念搜索（英語：MentalPlex），此玩笑称可以猜出心意，呈现给用户所要查找的搜索结果，其邀请用户仔细盯着一个漩涡gif动画图像，心里想着要搜索的内容，点击漩涡完成搜索。然后几个幽默的错误讯息将显示在搜索结果页面上，所有列出的讯息如下：
1. 错误001：弱或无信号检测到。升级发射器，然后重试。
2. 错误666：检测到多个发射器。请使自己的脑袋安静下来，然后再试一次。
3. 错误01：模拟接收脑波。请重新思考数字。
4. 错误8P：不清楚你的搜索是否关于金钱或猴子。请再试一次。
5. 错误005：搜索该主题是国际法所禁止的。
6. 错误CKR8：这些信息根据“国家安全法”保护。
7. 错误144：这一信息丢失在火星着陆器。请再试一次。
8. 错误006：查询目前还不清楚。脱下帽子，眼镜和鞋后再试。
9. 错误008：检测到干扰。移走铝箔和远程控制设备。
10. 错误：信念不足。请拍手3次，同时高喊“我相信”，然后再试一次。
11. 错误：MentalPlex（TM）已经确定，这是不是你最后的答案。请再试一次。

- （英文）MentalPlex™（页面存档备份，存于）

### 2002
Google发布消息，称其PageRank背后的系统为“鸽子排名”（英語：PigeonRank）。Google描述了该网页排名的成本效益和使用的手段。并再次向读者保证过程中没有虐待动物。文章采用了许多基于计算机技术的雙關語，以及阐述Google PageRank的真实工作方式（例如：一个图表显示pigeon消耗的是lin种子以及flax，代表“Lin/Ax Kernels”，参考Linux内核）。
- （英文）鸽子排名

### 2004
Google称他们提供在月球上的就业机会。Luna/X （一个雙關語，参考自Linux以及拉丁語的单词月亮，同时参考自Windows Xp中的界面Luna (系统主题)以及Mac OS X）是一个新的操作系统的名称，他们声称已经建造了研究工作中心。
- Google Copernicus Center

### 2005
Google咕噜咕噜（英語：Google Gulp）是一个Google虚构的饮料。据该公司介绍，这种饮料会增加饮用者的智力，优化Google搜索引擎的使用。Google称该提升是通过实时分析用户的DNA精心策划的调整大脑中的神经递质（一个专利技术，称作自动饮料，如Google咕噜咕噜参见问题解答建议的，部分是通过单胺氧化酶抑制剂）。饮料声称引进“4大口味”：谷氨酸葡萄（英語：Glutamate Grape）（穀氨酸），糖-自由基（英語：Sugar-Free Radical）（自由基），β-胡萝卜（英語：Beta Carroty）（β-胡萝卜素），和血清奎宁水（英語：Sero-Tonic Water）（血清素）。
该玩笑是Google在前一年推出需要邀请注册的电子邮件服务Gmail的下一个玩笑。虽然表面上此饮料是免费的，但该公司声称饮料只能通过在当地杂货店退还一个Google咕噜咕噜的瓶盖才能获得。这是一种因果循环。在Google咕噜咕噜的常見問題集，有这么一条问题：“我的意思是，这是不是整个邀请唯一虚假的东西？”回答说：“哥们，这就像你从来没有听说过的病毒式营销。”
- （英文）Google咕噜咕噜（页面存档备份，存于）
- （英文）Google咕噜咕噜常见问题解答 （页面存档备份，存于）

### 2006
2006年的愚人节，Google在其搜索主页上宣布推出了“Google 浪漫”（英語：Google Romance），称“约会是一个搜索的问题，Google浪漫可以解决它。”其还提供了“心心相印搜索”（英語：Soulmate Search），用于发送给其他用户“上下文约会”（英語：Contextual Date）。作为一个网上约会服务的戲仿，它提供了链接： 发布您的Google浪漫个人资料和通过上传向导发布多份个人资料，你龌龊。点击任意一个链接，将转到一个错误页面，并解释说，这是一个愚人节的玩笑。错误页面还包括以前的愚人节笑话的链接。
- Google浪漫 （页面存档备份，存于）
- Google浪漫常见问题解答 （页面存档备份，存于）
- Google浪漫指南 （页面存档备份，存于）

### 2011年

#### Google穿越搜索
Google 穿越搜索為谷歌中國於2011年4月1日推出的一個網站，聲稱可以穿越時空，不過這只是一個愚人節笑話。據報道，是次愚人節笑話導致一千六百多萬的網友被騙，並不斷增加中。

##### 聲稱的使用方法
Google聲稱，使用者只要輸入關鍵字，同時做穿越時空的準備動作，就可以看見搜尋結果。

##### 用途
當Google穿越搜索的玩笑結束後，用戶會被導到Google時光隧道，可搜尋某個時間的網絡資料。
- （简体中文）Google 穿越搜索

### 2013年

#### Google嗅觉
Google 嗅覺是谷歌於2013年愚人節所推出的惡搞，它號稱為一個試驗計劃，提供了一個香味資料庫。Google嗅覺是一個由約1500萬個氣位元組所建構的香味資料庫，並透過Google街景車記錄空氣中的氣味並建立索引。此計劃已於2013年4月1日推出。在桌面電腦，手提電腦及一小部分的行動裝置，如：平板電腦及手提電話等裝置。此計劃尚於測試版的階段，尚未知道何時會推出V2。

##### 使用方法
使用者需要到Google首頁，搜尋有關想要聞的東西。就會於搜尋頁中的右邊部分出現「知識面板」，「知識面板」會有圖片、說明與香味介紹。如果你想試聞那氣味，之需要按一下「試聞」後按「開始嗅聞」，就會聞到那種氣味了。
- （繁體中文）Google 嗅覺網頁 （页面存档备份，存于）

### 2014年

#### Google Maps -神奇寶貝（寵物小精靈）大挑戰
Google Maps - 神奇寶貝（寵物小精靈）大挑戰是谷歌於2014年愚人節所推出的惡搞，它號稱為重視員工冒險精神和注重細節，有深厚的技術知識，而且可以通過高草導航捕捉野生動物。事實證明，這些技能與其他行業有很多共同點，這神奇寶貝大師。考慮到這一點，我們與神奇寶貝和任天堂合作開發新的培訓叮叮，以幫助人們使用谷歌地圖磨練自己的神奇寶貝捕獲能力。
然而Google內部的創業公司Niantic後來與任天堂和精靈寶可夢公司合作，在2016年推出擴增實境遊戲《Pokémon GO》，使得兩年前Google開的這個玩笑變成了現實。

##### 使用方法
打開最新版的 iOS 或 Android 上的 Google Maps App，再點一下搜尋框，就會出現一個「Press Start」的按鍵。

#### Google 日本語輸入團隊 - 魔術之手
Google 日本語輸入團隊 - 魔術之手是谷歌於2014年愚人節所推出的惡搞，它號稱是一隻用搖桿操作的機器手臂，賣點是可以自己選擇手指的種類 ，也可以接上鍵盤後，用鍵盤控制輸入。

#### Google Chrome - Emoji 翻譯機
網站https://emojitranslate.com/，但功能已經出現。只要將行動版的 Chrome（iOS、Android）更新到最新版，打開英文網頁時就會在選單裡出現一個「Translate to Emoji」的選項。點下去之後，整個網頁所有能轉成繪文字的單字就全部都會被轉換表情符號。

### 2015年

#### Google Maps - 小精靈 PAC-MAN
Google Maps把道路變成了經典遊戲吃豆人的遊戲地圖，玩家會在地圖上隨機位置出現進行遊戲。在道路比較少的地方，沒有辦法使用此功能。

## 在愚人节推出的真正的产品
Google已经选择了愚人节的前一天，宣布他们的一些实际产品，是病毒式营销的一种形式。
- 2004年3月31日午夜前，Google宣布推出Gmail。[38]然而，许多人认为这是一个骗局，因为基于Web的免费电子邮件并拥有1GB的存储空间是闻所未闻的。[39]
- 2005年，Google增加Gmail的存储到2GB，并发布了Google换乘搜索。
- 2010年3月31日，YouTube实施新的视频页面设计，有人已在2个月前发现。[40][41]
- 2010年4月1日，Google街景增加了新的功能，切换立体三维图像。可点击戴了一双红色/青色眼镜的“街景小人”图标启用。直到4月8日，它被删除。现在可以通过右键点击图片并选择“三维模式”选项，或按键盘上的“T”或“3”查看3D视图。图像是真正的立体图像，红色/青色抵消近处的物体。